# Willa Szai Światłowskiego z Rudy Pabianickiej
Willa Szai Światłowskiego z Rudy Pabianickiej – drewniana willa z początku XX wieku, pierwotnie położona w Rudzie Pabianickiej przy ul.Scaleniowej 18. Należała do żydowskiego przemysłowca Szai Światłowskiego.

## Historia
Willa powstała na początku XX w. Nie są znani jej pierwsi właściciele. W 1939 r. jej właścicielem był Szaja Światłowski – łódzki fabrykant żydowskiego pochodzenia, który zakupił willę dla żony Klary, chorej na suchoty. Po II wojnie światowej w domu znajdowały się mieszkania komunalne dla kilkunastu rodzin. W 2006 r. w willi amerykańska ekipa filmowa kręciła zdjęcia do filmu House. Tytułowy dom wybrali sami autorzy książki Dom, Ted Dekker i Frank Peretti, podczas pobytu w Łodzi. Zdjęcia do filmu trwały trzydzieści dni. W 2015 r. została wykorzystana na potrzeby realizacji polskiego filmu kostiumowego Hiszpanka. W 2008 r. willa została przeniesiona do Skansenu Łódzkiej Architektury Drewnianej.

## Architektura
Willa jest drewniana, ma obszerne tarasy i przeszklone werandy, wieżyczki ze spiczastymi hełmami, a także secesyjne detale. Obiekt ma 2 kondygnacje nadziemne oraz poddasze i podpiwniczenie.